# Rikard Nordraak
Rikard Nordraak est un compositeur norvégien, né à Christiania (aujourd'hui Oslo) le 12 juin 1842 et mort à Berlin le 20 mars 1866.

## Biographie
Bien que né dans la capitale, il étudie à Copenhague, puis à Berlin à partir de 18 ans, avec Theodor Kullak et Friedrich Kiel. Il est un ami intime d'Edvard Grieg, qui a composé une marche funèbre à sa mémoire après sa mort de la tuberculose, en Allemagne, peu de temps avant son vingt-quatrième anniversaire.
Ses restes ont été exhumés en 1925 et transportés de Berlin à Oslo, au cimetière Notre-Sauveur.

## Œuvre
Rikard Nordraak laisse 25 œuvres. Il est connu pour avoir mis en musique le poème de son cousin Bjørnstjerne Bjørnson, Ja, vi elsker dette landet, qui devint l'hymne national de la Norvège et a été créé pour la fête nationale le 17 mai 1864.
Il a composé la musique de scène pour Skotland de Björnson (1864-1865) et pour Sigurd Slembe : Kaares sang (1865), ainsi que des chœurs d'hommes, des mélodies et des pièces pour piano.